# Chen Cangqi
Pour les articles homonymes, voir Chen.
Chen Cangqi 陳藏器 (mort en 757) est un lettré expert en médecine qui exerça les fonctions de haut fonctionnaire. Il est né à Ming zhou 明州, de nos jour Ningbo 宁波, ville portuaire au nord-est de la province du Zhejiang 浙江. Il alla s’installer à Sanyuan 三原, de nos jours dans le Shaanxi 陕西.
Après s’être aperçu des insuffisances de la pharmacopée des Tang 唐本草, il écrivit une nouvelle pharmacopée Bencao shi yi 本草 拾遗 qui corrigea l’ancienne et la compléta.
Dans le Bencao gangmu, Li Shizhen cite Chen Cangqi sous son nom complet 127 fois, sous le prénom Cangqi 1495 fois, et sous d’autres diminutifs 42 fois.